# Warum bist du so
Warum bist du so ist ein Lied des deutschen Popsängers Mike Singer aus dem Jahr 2022, in Zusammenarbeit mit dem deutschen Rapper Dardan.

## Entstehung und Veröffentlichung
Geschrieben wurde das Lied von den beiden Interpreten, zusammen mit den Koautoren Manuel Mayer (Menju) und Julian Töws. Alle Autoren waren dabei sowohl für die Musik als auch für den Text verantwortlich. Menju zeichnete darüber hinaus auch für die Produktion verantwortlich.
Die Erstveröffentlichung von Warum bist du so erfolgte als Single am 13. April 2022 bei A Better Now Records. Diese erschien als digitaler Einzeltrack zum Download und Streaming. Am 14. April 2022 erschien das Lied als Teil von Singers sechsten Studioalbum Emotions (Katalognummer: 060243888668), dessen achte Singleauskopplung es ist.

## Inhalt
Der Liedtext handelt von einem männlichen lyrischen Ich, das sich von seinem Gegenüber ungerecht behandelt fühlt und bemerkt, dass sie sich voneinander entfernen.

„Warum bist du so zu mir? (Zu mir).

Langsam ist das hier kein Spaß, sag, wie tief ist diese Glas noch?
Will nur, dass es funktioniert (Yeah).

Aber ich merke, wie wir uns entfern'n.“

## Musikvideo
Ein offizielles Musikvideo wurde zu Warum bist du so nicht gedreht, allerdings wurde ein Lyrikvideo veröffentlicht. Dieses zählte bis Oktober 2024 über 1,4 Millionen Aufrufe auf der Videoplattform YouTube.

## Chartplatzierungen
| ChartsChartplatzierungen | Höchstplatzierung | Wochen |
| ------------------------ | ----------------- | ------ |
| Deutschland (GfK)        | 60 (1 Wo.)        | 1      |